# فهرست بزرگ‌ترین شرکت‌ها بر پایه درآمد
فهرست بزرگترین شرکت‌ها بر پایه درآمد (به انگلیسی: List of largest companies by revenue) بر پایه گزارش رتبه‌بندی فورچون جهانی ۵۰۰ در ۲ اوت سال ۲۰۲۱ است. این فهرست شامل بزرگ‌ترین شرکت‌ها با درآمد منسجم است. شرکت خرده‌فروشی آمریکا والمارت از سال ۲۰۱۴ بزرگ‌ترین شرکت براساس درآمد بوده است.
این فهرست به ۵۰ شرکت برتر محدود است که همگی از ۱۲۰ میلیارد دلار درآمد سالیانه دارند. این فهرست ناقص است، زیرا همه شرکت‌ها اطلاعات خود را به عموم مردم فاش نمی‌کنند.

## فهرست
شرکت دولتی (مالکیت بیش از پنجاه درصد توسط دولت)
| رتبه | نام شرکت                       | صنعت           | درآمد              | سود                | کارکنان   | دفترمرکزی           | منابع  |
| رتبه | نام شرکت                       | صنعت           | میلیون دلار آمریکا | میلیون دلار آمریکا | کارکنان   | دفترمرکزی           | منابع  |
| ---- | ------------------------------ | -------------- | ------------------ | ------------------ | --------- | ------------------- | ------ |
| ۱    | وال‌مارت                        | خرده‌فروشی      | $۵۵۹٬۱۵۱           | $۱۳٬۵۱۰            | ۲٬۳۰۰٬۰۰۰ | ایالات متحده آمریکا | [ ۱ ]  |
| ۲    | استیت گرید کورپوریشن چین       | خدمات برق      | $۳۸۶٬۶۱۸           | $۵٬۵۸۰             | ۸۹۶٬۳۶۰   | چین                 | [ ۲ ]  |
| ۳    | آمازون (شرکت)                  | خرده‌فروشی      | $۳۸۶٬۰۶۴           | $۲۱٬۳۳۱            | ۱٬۲۹۸٬۰۰۰ | ایالات متحده آمریکا | [ ۳ ]  |
| ۴    | شرکت ملی نفت چین               | سوخت فسیلی     | $۲۸۳٬۹۵۸           | $۴٬۵۷۵             | ۱٬۲۴۲٬۲۴۵ | چین                 | [ ۴ ]  |
| ۵    | شرکت پتروشیمی چین              | سوخت فسیلی     | $۲۸۳٬۷۲۸           | $۶٬۲۰۵             | ۵۵۳٬۸۳۳   | چین                 | [ ۵ ]  |
| ۶    | اپل                            | صنعت الکترونیک | $۲۷۴٬۵۱۵           | $۵۷٬۵۱۱            | ۱۴۷٬۰۰۰   | ایالات متحده آمریکا | [ ۶ ]  |
| ۷    | سی‌وی‌اس کرمارک                  | مراقبت سلامت   | $۲۶۸٬۷۰۶           | $۷٬۱۷۹             | ۲۵۶٬۵۰۰   | ایالات متحده آمریکا | [ ۷ ]  |
| ۸    | یونایتدهلت گروپ                | مراقبت سلامت   | $۲۵۷٬۱۴۱           | $۱۵٬۴۰۳            | ۳۳۰٬۰۰۰   | ایالات متحده آمریکا | [ ۸ ]  |
| ۹    | تویوتا                         | صنعت خودروسازی | $۲۵۶٬۷۲۲           | $۲۱٬۱۸۰            | ۳۶۶٬۲۸۳   | ژاپن                | [ ۹ ]  |
| ۱۰   | گروه فولکس‌واگن                 | صنعت خودروسازی | $۲۵۳٬۹۶۵           | $۱۰٬۱۰۴            | ۶۶۲٬۵۷۵   | آلمان               | [ ۱۰ ] |
| ۱۱   | برکشر هاتاوی                   | خدمات مالی     | $۲۴۵٬۵۱۰           | $۴۲٬۵۲۱            | ۳۶۰٬۰۰۰   | ایالات متحده آمریکا | [ ۱۱ ] |
| ۱۲   | مک‌کسان                         | مراقبت سلامت   | $۲۳۸٬۲۲۸           | -$۴٬۵۳۹            | ۶۷٬۵۰۰    | ایالات متحده آمریکا | [ ۱۲ ] |
| ۱۳   | شرکت مهندسی ساخت‌وساز دولتی چین | ساخت‌وساز       | $۲۳۴٬۴۲۵           | $۳٬۵۷۸             | ۳۵۶٬۸۶۴   | چین                 | [ ۱۳ ] |
| ۱۴   | سعودی آرامکو                   | سوخت فسیلی     | $۲۲۹٬۷۶۶           | $۴۹٬۲۸۷            | ۷۹٬۸۰۰    | عربستان سعودی       | [ ۱۴ ] |
| ۱۵   | سامسونگ الکترونیکس             | صنعت الکترونیک | $۲۰۰٬۷۳۴           | $۲۲٬۱۱۶            | ۲۶۷٬۹۳۷   | کره جنوبی           | [ ۱۵ ] |
| ۱۶   | پینگ ان                        | خدمات مالی     | $۱۹۱٬۵۰۹           | $۲۰٬۷۳۹            | ۳۶۲٬۰۳۵   | چین                 | [ ۱۶ ] |
| ۱۷   | امریسورس‌برگن                   | مراقبت سلامت   | $۱۸۹٬۸۹۴           | -$۳٬۴۰۹            | ۲۱٬۵۰۰    | ایالات متحده آمریکا | [ ۱۷ ] |
| ۱۸   | بی‌پی                           | سوخت فسیلی     | $۱۸۳٬۵۰۰           | -$۲۰٬۳۰۵           | ۶۸٬۱۰۰    | بریتانیا            | [ ۱۸ ] |
| ۱۹   | شل پی‌ال‌سی                      | سوخت فسیلی     | $۱۸۳٬۱۹۵           | -$۲۱٬۶۸۰           | ۸۷٬۰۰۰    | بریتانیا            | [ ۱۹ ] |
| ۲۰   | بانک صنعتی و بازرگانی چین      | خدمات مالی     | $۱۸۲٬۷۹۴           | $۴۵٬۷۸۳            | ۴۳۹٬۷۸۷   | چین                 | [ ۲۰ ] |
| ۲۱   | آلفابت                         | فناوری اطلاعات | $۱۸۲٬۵۲۷           | $۴۰٬۲۶۹            | ۱۳۵٬۳۰۱   | ایالات متحده آمریکا | [ ۲۱ ] |
| ۲۲   | فاکس‌کان                        | صنعت الکترونیک | $۱۸۱٬۹۴۵           | $۳٬۴۵۷             | ۸۷۸٬۴۲۹   | تایوان              | [ ۲۲ ] |
| ۲۳   | اکسان‌موبیل                     | سوخت فسیلی     | $۱۸۱٬۵۰۲           | -$۲۲٬۴۴۰           | ۷۲٬۰۰۰    | ایالات متحده آمریکا | [ ۲۳ ] |
| ۲۴   | دایملر آگ                      | صنعت خودروسازی | $۱۷۵٬۸۲۷           | $۴٬۱۳۳             | ۲۸۸٬۴۸۱   | آلمان               | [ ۲۴ ] |
| ۲۵   | بانک سازندگی چین               | خدمات مالی     | $۱۷۲٬۰۰۰           | $۳۹٬۲۸۳            | ۳۷۳٬۸۱۴   | چین                 | [ ۲۵ ] |
| ۲۶   | ای‌تی‌اندتی                      | صنعت مخابرات   | $۱۷۱٬۷۶۰           | -$۵٬۱۷۶            | ۲۳۰٬۷۶۰   | ایالات متحده آمریکا | [ ۲۶ ] |
| ۲۷   | کاستکو                         | خرده‌فروشی      | $۱۶۶٬۷۶۱           | $۴٬۰۰۲             | ۲۱۴٬۵۰۰   | ایالات متحده آمریکا | [ ۲۷ ] |
| ۲۸   | سیگنا                          | مراقبت سلامت   | $۱۶۰٬۴۰۱           | $۸٬۴۵۸             | ۷۲٬۹۶۳    | ایالات متحده آمریکا | [ ۲۸ ] |
| ۲۹   | بانک کشاورزی چین               | خدمات مالی     | $۱۵۳٬۸۸۵           | $۳۱٬۲۹۳            | ۴۶۲٬۵۹۲   | چین                 | [ ۲۹ ] |
| ۳۰   | کاردینال هلث                   | مراقبت سلامت   | $۱۵۲٬۹۲۲           | -$۳٬۶۹۶            | ۴۸٬۰۰۰    | ایالات متحده آمریکا | [ ۳۰ ] |
| ۳۱   | ترافیگورا                      | بازار کالا     | $۱۴۶٬۹۹۴           | $۱٬۶۹۹             | ۸٬۶۱۹     | سنگاپور             | [ ۳۱ ] |
| ۳۲   | شرکت بیمه عمر چین              | بیمه           | $۱۴۴٬۵۸۹           | $۴٬۶۴۸             | ۱۸۳٬۴۱۷   | چین                 | [ ۳۲ ] |
| ۳۳   | مایکروسافت                     | فناوری اطلاعات | $۱۴۳٬۰۱۵           | $۴۴٬۲۸۱            | ۱۶۳٬۰۰۰   | ایالات متحده آمریکا | [ ۳۳ ] |
| ۳۴   | گلنکور                         | بازارکالا      | $۱۴۲٬۳۳۸           | -$۱٬۹۰۳            | ۸۷٬۸۲۲    | سوئیس               | [ ۳۴ ] |
| ۳۵   | شرکت مهندسی راه‌آهن چین         | ساخت‌وساز       | $۱۴۱٬۳۸۴           | $۱٬۶۳۹             | ۳۰۸٬۴۸۳   | چین                 | [ ۳۵ ] |
| ۳۶   | والگرینز بوتز آلینس            | خرده‌فروشی      | $۱۳۹٬۵۳۷           | $۴۵۶               | ۲۷۷٬۰۰۰   | ایالات متحده آمریکا | [ ۳۶ ] |
| ۳۷   | اکسور                          | شرکت هلدینگ    | $۱۳۶٬۱۸۶           | -$۳۴               | ۲۶۳٬۲۸۴   | هلند                | [ ۳۷ ] |
| ۳۸   | آلیانتس                        | خدمات مالی     | $۱۳۶٬۱۷۳           | $۷٬۷۵۶             | ۱۵۰٬۲۶۹   | آلمان               | [ ۳۸ ] |
| ۳۹   | بانک چین                       | خدمات مالی     | $۱۳۴٬۰۴۶           | $۲۷٬۹۵۲            | ۳۰۹٬۰۸۴   | چین                 | [ ۳۹ ] |
| ۴۰   | کروگر                          | خرده‌فروشی      | $۱۳۲٬۴۹۸           | $۲٬۵۸۵             | ۴۶۵٬۰۰۰   | ایالات متحده آمریکا | [ ۴۰ ] |
| ۴۱   | هوم دیپو                       | خرده‌فروشی      | $۱۳۲٬۱۱۰           | $۱۲٬۸۶۶            | ۵۰۴٬۸۰۰   | ایالات متحده آمریکا | [ ۴۱ ] |
| ۴۲   | شرکت ساخت‌وساز راه‌آهن چین       | ساخت‌وساز       | $۱۳۱٬۹۹۲           | $۱٬۴۸۶             | ۳۶۴٬۶۳۲   | چین                 | [ ۴۲ ] |
| ۴۳   | جی‌پی مورگان چیس                | خدمات مالی     | $۱۲۹٬۵۰۳           | $۲۹٬۱۳۱            | ۲۵۵٬۳۵۱   | ایالات متحده آمریکا | [ ۴۳ ] |
| ۴۴   | هواوی                          | صنعت الکترونیک | $۱۲۹٬۱۸۴           | $۹٬۳۶۲             | ۱۹۷٬۰۰۰   | چین                 | [ ۴۴ ] |
| ۴۵   | ورایزن کامیونیکیشنز            | مخابرات        | $۱۲۸٬۲۹۲           | $۱۷٬۸۰۱            | ۱۳۲٬۲۰۰   | ایالات متحده آمریکا | [ ۴۵ ] |
| ۴۶   | آکسا                           | خدمات مالی     | $۱۲۸٬۰۱۱           | $۳٬۶۰۵             | ۹۶٬۵۹۵    | فرانسه              | [ ۴۶ ] |
| ۴۷   | شرکت فورد موتور                | صنعت خودروسازی | $۱۲۷٬۱۴۴           | -$۱٬۲۷۹            | ۱۸۶٬۰۰۰   | ایالات متحده آمریکا | [ ۴۷ ] |
| ۴۸   | هوندا                          | صنعت خودروسازی | $۱۲۴٬۲۴۱           | $۶٬۲۰۲             | ۲۱۱٬۳۷۴   | ژاپن                | [ ۴۸ ] |
| ۴۹   | جنرال موتورز                   | صنعت خودروسازی | $۱۲۲٬۴۸۵           | $۶٬۴۲۷             | ۱۵۵٬۰۰۰   | ایالات متحده آمریکا | [ ۴۹ ] |
| ۵۰   | انتم                           | مراقبت سلامت   | $۱۲۱٬۸۶۷           | $۴٬۵۷۲             | ۸۳٬۴۰۰    | ایالات متحده آمریکا | [ ۵۰ ] |